# Belgien i olympiska sommarspelen 1976
Belgien deltog i de olympiska sommarspelen 1976 med en trupp bestående av 101 deltagare, 75 män och 26 kvinnor, vilka deltog i 80 tävlingar i 16 sporter. Landet slutade på 28:e plats i medaljligan, med sex medaljer totalt.

## Medaljer
| Medalj | Namn                                                                 | Sport     | Gren                    |
| ------ | -------------------------------------------------------------------- | --------- | ----------------------- |
| 2      | Michel Vaarten                                                       | Cykling   | Herrarnas tempolopp     |
| 2      | Ivo van Damme                                                        | Friidrott | Herrarnas 400 meter     |
| 2      | Ivo van Damme                                                        | Friidrott | Herrarnas 800 meter     |
| 3      | Karel Lismont                                                        | Friidrott | Herrarnas maraton       |
| 3      | François Mathy                                                       | Ridsport  | Individuell hoppning    |
| 3      | Henry-Edgar Cuepper Stanny Van Paesschen Eric Wauters François Mathy | Ridsport  | Lagtävlingen i hoppning |

## Bågskytte
Herrarnas individuella tävling
- Pierre Blacks — 2353 poäng (→ 18:e plats)
- Robert Cogniaux — 2346 poäng (→ 23:e plats)

## Cykling
Herrarnas linjelopp
- Alfons De Wolf — 4:47:23 (→ 4:e plats)
- Frank Hoste — 4:49:01 (→ 36:e plats)
- Dirk Heirweg — 4:55:41 (→ 47:e plats)
- Eddy Schepers — 4:55:41 (→ 48:e plats)

Herrarnas lagtempo
- Alfons De Wolf
- Dirk Heirwegh
- Daniel Willems
- Frank Hoste

Herrarnas sprint
- Michel Vaarten — 10:e plats

Herrarnas tempolopp
- Michel Vaarten — 1:07,516 (→  Silver)

Herrarnas förföljelse
- Jean-Louis Baugnies — 11:e plats

## Friidrott
Herrarnas 800 meter
- Ivo Van Damme
  - Heat — 1:47,80
  - Semifinal — 1:46,00
  - Final — 1:43,86 (→  Silver)

Herrarnas 5 000 meter
- Willy Polleunis
  - Heat — 13:45,24
  - Final — 13:26,99 (→ 6:e plats)
- Marc Smet
  - Heat — 13:23,76 (→ gick inte vidare)

Herrarnas 10 000 meter
- Marc Smet
  - Heat — 28:22,07
  - Final — 28:02,80 (→ 7:e plats)
- Karel Lismont
  - Heat — 28:17,45
  - Final — 28:26,48 (→ 11:e plats)
- Emiel Puttemans
  - Heat — 28:15,52
  - Final — fullföljde inte (→ ingen placering)

Herrarnas maraton
- Karel Lismont — 2:11:12 (→  Brons)
- Henri Schoofs — 2:15:52 (→ 10:e plats)
- Gaston Roelants — startade inte (→ ingen placering)

Herrarnas höjdhopp
- Guy Moreau
  - Kval — 2,13m (→ gick inte vidare)
- Bruno Brokken
  - Kval — DNS (→ gick inte vidare)

Herrarnas längdhopp
- Ronald Desruelles
  - Kval — 7,60m (→ gick inte vidare)

Herrarnas diskuskastning
- Georges Schroeder
  - Kval — 54,80m (→ gick inte vidare)

Herrarnas 20 km gång
- Godfried Dejonckheere — 1:35:03 (→ 25:e plats)

## Fäktning
Herrarnas florett
- Thierry Soumagne

Herrarnas värja
- Thierry Soumagne

Damernas florett
- Marie-Paule Van Eyck
- Micheline Borghs
- Claudine le Comte

## Landhockey
Gruppspel
Grupp B:
- Pakistan
- Nya Zeeland
- Spanien
- Västtyskland
- Belgien

| Nr | Lag          | S | V | O | F | GM | IM | MS  | P |
| -- | ------------ | - | - | - | - | -- | -- | --- | - |
| 1  | Pakistan     | 4 | 3 | 1 | 0 | 16 | 6  | +10 | 7 |
| 2  | Nya Zeeland  | 4 | 1 | 2 | 1 | 6  | 8  | −2  | 4 |
| 3  | Spanien      | 4 | 1 | 2 | 1 | 9  | 7  | +2  | 4 |
| 4  | Västtyskland | 4 | 1 | 1 | 2 | 10 | 10 | 0   | 3 |
| 5  | Belgien      | 4 | 1 | 0 | 3 | 5  | 15 | −10 | 2 |